# آندرس توماس ینسن
آندرس توماس ینسن (دانمارکی: Anders Thomas Jensen؛ تلفظ دانمارکی: آنرس توماس ینسن؛ زادهٔ ۶ آوریل ۱۹۷۲) یک کارگردان فیلم و فیلم‌نامه‌نویس اهل دانمارک است.
فیلم او شب انتخابات، برندهٔ جایزه اسکار بهترین فیلم کوتاه در سال ۱۹۹۸ میلادی شد.
از دیگر فیلم‌های او می‌توان به سرزمین موعود، شاه زنده است، سواران عدالت، قصاب‌های سبز، کوتاه و بلند، نورهای سوسوزننده، کافه هکتور و انسان و مرغ اشاره کرد.